# Koningin Ingridziekenhuis
Het Koningin Ingridziekenhuis (Groenlands: Dronning Ingridip Napparsimmavissua) is een ziekenhuis gelegen te Nuuk in Groenland. Het hospitaal, vernoemd naar Ingrid van Zweden, dient als centraal ziekenhuis voor heel Groenland. Het telt 130 bedden.

## Geschiedenis
In 1953 werd in Nuuk een centrum opgericht voor pulmonologie. Het huidige complex dateert van 1980, maar sinds 2007 is er een grote modernisering en uitbreiding aan de gang op basis van een masterplan getekend door het architectenbureau C. F. Møller.
In maart 2011 werden een nieuw gezondheidscentrum en een nationale apotheek ingehuldigd. Het jaar daarop, in oktober 2012, werd de nieuwe alarmcentrale van het ziekenhuis geopend. Het centrum omvat een intensive care-afdeling, een spoedeisende hulp, dagchirurgie en operatie- en verkoeverkamers. In februari 2018 werd de noodcentrale uitgebreid met een nieuw tussengedeelte.
In september 2013 werd een nieuw patiëntenhotel met 60 bedden ingehuldigd. Het patiëntenhotel dient in de eerste plaats als huisvesting voor zelfredzame patiënten die buiten Nuuk wonen en voor behandeling naar het ziekenhuis komen, zonder dat hiervoor toezicht op een reguliere afdeling nodig is. In mei 2018 is een nieuwe afdeling geopend voor gezinnen met te vroeg geboren baby's.
- International Standard Name Identifier: 0000 0004 0647 002X
- Virtual International Authority File: 137823402